# Gli elfi di Cintra
Gli elfi di Cintra è il sequel de I figli di Armageddon e costituisce il secondo libro del ciclo "La genesi di Shannara" scritto nel 2007 da Terry Brooks.
(Krilka Koos, Gli elfi di Cintra)

## Trama
Dopo la fine del primo libro, Logan Tom assume di persona il comando degli Spettri. Assieme al Meteorologo, iniziano la fuga da una Seattle che sta subendo uno sbarco anfibio da parte di una grande armata di ex uomini. Essi sono la parte dell'esercito che il Vecchio, il demone a capo delle forze del Vuoto, sta facendo confluire da nord per annientare definitivamente tutte le fortezze della costa occidentale dell'America settentrionale, strangolandole in una tenaglia di morte e distruzione. Successivamente avrebbe cominciato la sistematica distruzione delle ultime roccaforti dell'America. Durante la fuga da Seattle gli Spettri sono costretti temporaneamente a dividersi: Passero e Pantera, braccati da mutanti ed ex uomini, si salvano solo grazie al tempestivo intervento di Logan Tom. Gufo e gli altri invece s'imbattono in un gruppo di ragazzi di strada con cui scoppia un diverbio, al termine del quale accidentalmente Scoiattolo viene ucciso da un colpo di pistola.
Intanto Falco si risveglia nei Giardini della Vita alla presenza del Re del Fiume Argento che si rivela essere uno dei più grandi servitori del Verbo. La creatura di Faerie racconta al ragazzo la sua storia, di come era stato catturato da John Ross, della sua nascita, come aveva dovuto proteggerlo allo scoppio delle Grandi Guerre e infine di come aveva atteso il momento in cui l'equilibrio tra Verbo e Vuoto era stato infranto per sempre. Il vecchio, infine, annuncia a Falco il suo compito: dovrà salvare il mondo portando migliaia di esseri umani ed elfi nel cuore nei Giardini della Vita.
Angela Perez e Ailie arrivano finalmente nel Cintra seguiti sempre da Delloreen, il demone-lupo. Il Cavaliere del Verbo chiede udienza al Re che a sua volta convoca l'Alto Consiglio degli Elfi. Kirisin ed Erisha, aiutati dal vecchio Culph, avevano scoperto la natura del Loden, un talismano capace di incapsulare al suo interno l'Ellcrys, e avevano scoperto che le Pietre Magiche di cui avevano bisogno per rintracciare il Loden si trovavano sepolte in una tomba di un'antica regina elfa. Saputo dell'arrivo di Angela Perez i tre decidono di origliare alla seduta dell'assemblea. Ailie scopre che nell'assemblea elfica è presente un demone. La notte seguente, Kirisin, Erisha, Angela, Ailie e Simralin si avventurano nell'Ashenell, il cimitero degli elfi, e nel mausoleo della famiglia dei Gotrin trovano le pietre. Tornati all'esterno vengono attaccati dalla furia di Delloreen che uccide Erisha ma perde il suo occhio destro a causa di una pugnalata di Simralin. Angela comprende con orrore che Ailie è stata uccisa dai demoni. Delle guardie giungono immediatamente sul posto, rafforzando i sospetti di Angela, e la compagnia è costretta alla fuga. Sospettano che il bibliotecario li abbia traditi ma in paese scoprono che anche il vecchio Culph è stato ucciso. Temendo un complotto dei demoni, volto a impedirgli la ricerca del Loden, il gruppo fugge prima sulle montagne e poi, indirizzati dalla magia delle pietre, si dirige verso un lontano monte a nord dell'Oregon.
La Signora ordina a Logan Tom di dirigersi verso il fiume Columbia, dove si rincontrerà con Falco. Fidandosi delle visioni della Signora, il Cavaliere del Verbo conduce gli Spettri verso sud sapendo che le speranze di sopravvivere sono poche. Lungo il percorso si imbattono in un edificio sopravvissuto alle Grandi Guerre dove scoprono una serie di robot d'assalto che danno del filo da torcere alla magia di Logan e uccidono tragicamente il Meteorologo. Aggiusta e Fiume si ammalano e Logan decide di esplorare Tacoma (un paese a sud di Seattle), alla ricerca di farmaci per combattere la malattia. Qui, il Cavaliere del Verbo scopre la comunità di sopravvissuti guidati dal Senatore e aiutato da Catalya, una ragazza infetta che si sta trasformando in un mutante lucertola, riesce a raccogliere i rifornimenti.
Falco e Tessa vengono intanto riportati dal Re del Fiume Argento lungo le sponde del Columbia dove incontrano l'accampamento di Helen Rice, braccata dalle forze del Vecchio che ha appena distrutto Los Angeles. Falco, preso coscienza dei suoi poteri, spazza via una brigata di miliziani che avevano occupato uno dei pochi ponti che potevano garantire ad Helen, e ai bambini che scortava, la salvezza.
Kirisin, Simralin e Angela, grazie all'aiuto di Larkin Quill (il mentore dell'elfa) attraversano il Columbia e continuano la loro marcia verso il nord: per evitare un lungo viaggio Simralin utilizza una delle mongolfiere nascoste dei cacciatori elfi che permette loro di raggiungere il Monte Syrring in meno di un giorno. Era lì che i genitori di Kirisin avevano proposto di trasferire gli elfi, lì dove i veleni e le radiazioni non erano ancora arrivati. Mentre Kirisin e Simralin si rallegravano di essere alla fine del viaggio, Angela cercava di capire chi avesse rubato una delle tre mongolfiere preposte dai cacciatori elfi.
Logan e gli Spettri sono quasi giunti al Columbia ma vengono bloccati da un gruppo di miliziani che sequestrano il Cavaliere del Verbo per condurlo dal loro capo. Giunto all'accampamento dei miliziani, scopre che essi sono guidati da Krilka Koos, un Cavaliere del Verbo rinnegato che aveva perso il senno quando aveva capito di combattere una guerra persa contro i demoni responsabili di tanta devastazione. Koos tuttavia si era macchiato di un tremendo crimine: aveva ucciso tre Cavalieri del Verbo che come Logan si erano rifiutati di unirsi alla sua causa. Ancora una volta Krilka sfida un suo pari, e lui e Logan Tom si affrontano in una battaglia senza riserve. Lo scontro si conclude con la vittoria di Logan, che lascia l'avversario a terra con entrambe le ginocchia spezzate, ma rimanendo anch'egli in gravi condizioni dopo che Koos, a tradimento, gli ha conficcato una lama impregnata di veleno in una gamba. Catalya e Pantera lo trasportano, svenuto e in fin di vita, dagli altri.
Angela decide di fermarsi per affrontare Delloreen e permettere a Kirisin e Simralin di raggiungere le caverne che custodiscono il Loden. Kirisin, aiutato dalle pietre, riesce a superare i tranelli posti dalle streghe della famiglia Gotrin e recupera il talismano. Tornato all'esterno scopre con sua sorpresa che il misterioso demone non è altri che Culph. Il demone spiega a Kirisin il suo piano; utilizzerà il Loden per incapsulare la città degli elfi e aspetterà l'esercito del Vecchio. Demoni ed ex uomini massacreranno quindi gli elfi evitando complicazioni. L'elfo prova ad opporsi ma si rende conto che il demone aveva già scatenato su di lui un incantesimo che lo avrebbe reso il suo fantoccio. Simralin, che era stata tramortita dal demone, riprende vigore e ferisce la creatura liberando il fratello dalla magia del Vuoto. Il demone colpisce Simralin ma non riesce a bloccare Kirisin che lo spazza via con il potere delle pietre. Simralin giace a terra in una pozza di sangue.
Sulle pendici del Monte Syrring Angela combatte per l'ennesima volta con il demone, questa volta presentatasi sotto le sembianze di un orrendo puma. Al termine di un estenuante duello, in cui rimane gravemente ferita, Angela riesce a finire Delloreen una volta per tutte. Stremata, decide comunque di raggiungere i due Elfi.
Intanto sull'autostrada gli Spettri scorgono in lontananza la sagoma di Falco che, insieme a Tessa e al fido Cheney, cammina verso di loro.

## Personaggi
- Logan Tom
- Angela Perez
- Falco
- Re del Fiume Argento
- Kirisin Belloruus
- Simralin Belloruus
- Erisha Belloruus
- Gufo
- Culph
- Findo Gask
- Delloreen

## Edizioni
- Terry Brooks, Gli elfi di Cintra, traduzione di Riccardo Valla,  p. 347, ISBN 978-88-04-57172-8.